# Maître du Retable Beaussant
Pour les articles homonymes, voir Beaussant.
Le Maître du Retable Beaussant, appelé aussi parfois Maître du Cœur d'Amour épris BNF Fr.24399, désigne par convention un enlumineur actif vers 1480 et 1490 en Anjou. Il doit ce nom à un retable aujourd'hui conservé dans la cathédrale Saint-Maurice d'Angers. Plusieurs manuscrits enluminés lui sont attribués.

## Éléments biographiques et stylistiques
Très peu d'éléments sont connus sur cet artiste redécouvert dans les années 1990. Son style a été repéré pour la première fois dans un manuscrit du Livre du cœur d'Amour épris conservé à la Bibliothèque nationale de France (Fr.24399). Il est situé dans l'entourage de René d'Anjou, d'après le style de ce manuscrit très proche de l'autre manuscrit de ce texte attribué à Barthélemy d'Eyck (Bibliothèque nationale autrichienne, cod.vid.2597), mais dans un premier temps, son activité est localisée en Provence. La redécouverte d'un retable du XVe siècle dans le trésor de la cathédrale Saint-Maurice d'Angers et l'identification d'un de ses commanditaire, Pierre de Laval, qui passe la fin de sa vie à Angers, font relocaliser son activité en Anjou. Le style des miniatures et les vêtements portés par les personnages font dater ses manuscrits des années 1480.
Son style est marqué par une attention aux mouvements, des compositions originales et une place importante donnée aux figures ainsi qu'aux détails évocateurs.

## Identification
Frédéric Elsig a proposé de l'identifier à Pierre Garnier, un peintre de la cour de René d'Anjou attesté par les archives dès 1471 : il effectue à cette date un voyage à Rome pour son maître en compagnie de Georges Trubert. En 1480, il se déplace entre Paris et Nancy. Il est à Angers en 1486 et se trouve peut être encore sur place en 1526.

## Œuvres attribuées

### Manuscrits et feuillets isolés

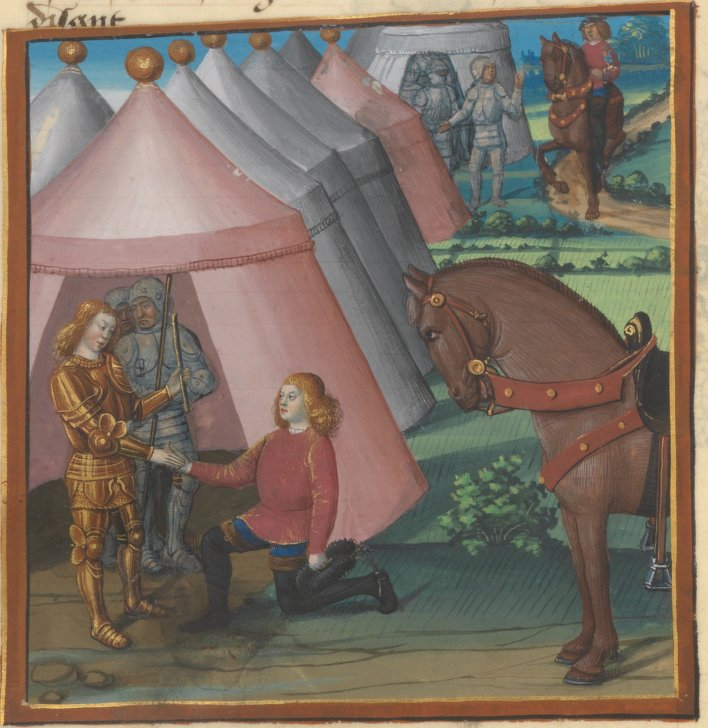
Désir rendant hommage à Honneur, Livre du cœur d'Amour épris, BNF, Fr.24399

- Trésor de Sapience ou Chronique de Baudoin d’Avesnes, 77 miniatures, BNF, Fr.1367
- Vie de saint François, BNF, NAF 28640[4]
- Livre du cœur d'Amour épris, 70 miniatures, vers 1480, BNF, Fr.24399[5]
- Heures à l'usage de Rome, Bibliothèque municipale de Toulouse, ms.135[6]
- Heures à l'usage de Poitiers, 9 grandes miniatures, Médiathèque François-Mitterrand de Poitiers, ms.1110[7]
- fragments d'un livres d'heures dispersé entre le Blackburn Museum and Art Gallery (en) (Blackburn), Hart Collection 20984 (31 feuillets) et le Metropolitan Museum of Art, New York, Lehman Collection, 1975.1.2467 (1 feuillet, Saint Antoine)[8] et une miniature disparue (David et Goliath, ancienne coll. Forrer)[9]
- Code de Justinien, destiné à Pierre de Laval, archevêque de Reims, vers 1480, fragmentaire et dispersé : 123 feuillets dans une collection particulière, anc. coll. Chandon de Briailles, passé en vente chez Tajan à Paris le 17 décembre 2003 (lot 17)[10], un feuillet dans une collection particulière à Angers et 3 miniatures au musée du Louvre : L'empereur Justinien (RF54636)[11], la Trinité (RF54637)[12] et une scène de mariage (inv.20696)[13]
- Statuts de la faculté de médecine d'Angers, 1483, Archives départementales de Maine-et-Loire, D.38
- une croix reliquaire, feuillet isolé, Musée des beaux-arts d'Angers, inv.MA III R 405

### Panneaux

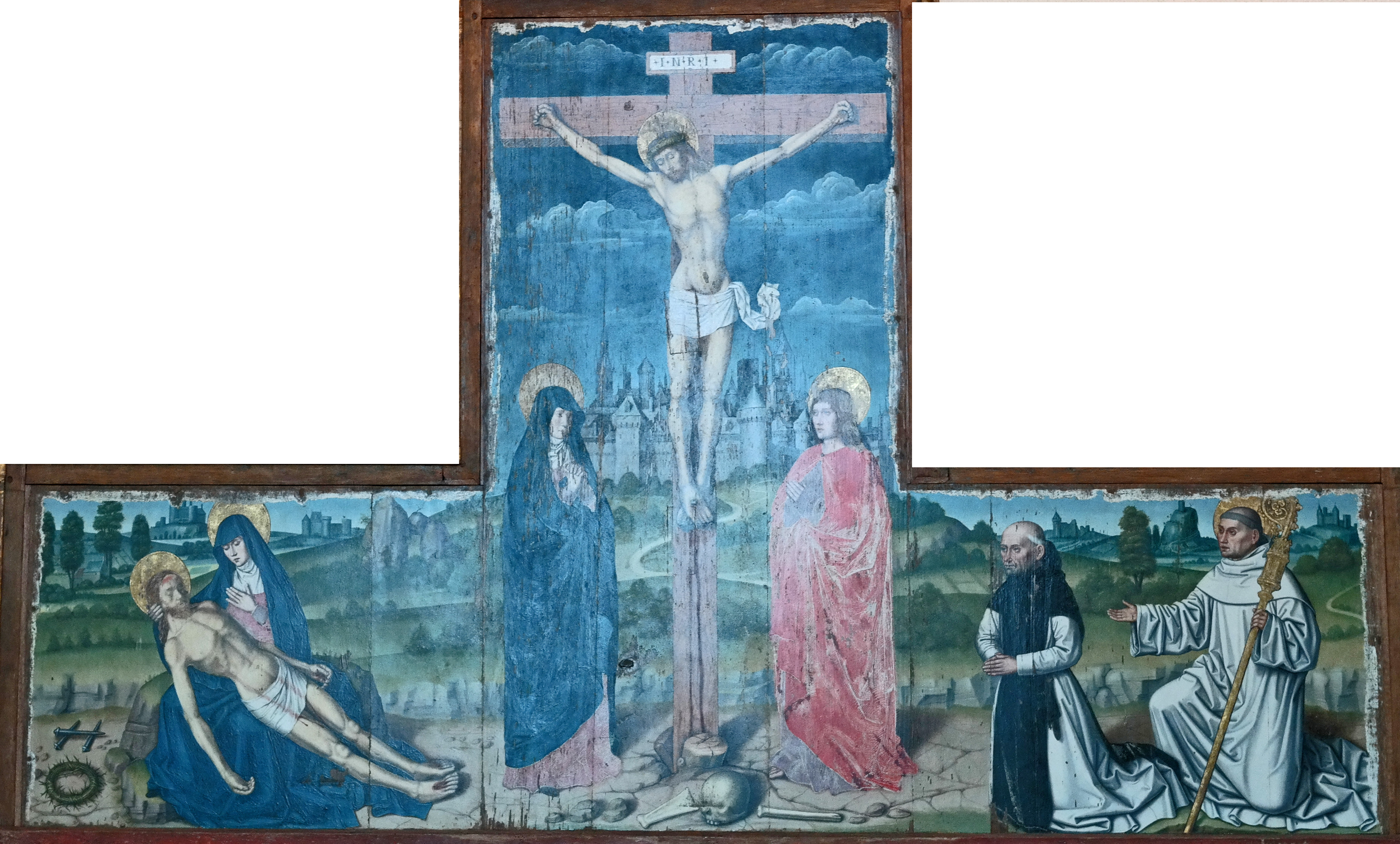
Retable Beaussant, cathédrale d'Angers.

- Retable Beaussant, Crucifixion, pietà et donateur, peinture sur bois, 149 × 241 cm, donné par le général Beaussant en 2004. Il était recouvert par une peinture de l'Assomption datée de 1699. Cette peinture a été dégagée lors d'une restauration pour laisser apparaître la peinture originelle, cathédrale Saint-Maurice d'Angers[14].

### Cartons de vitraux
Plusieurs dessins de vitraux en Anjou lui sont attribués :
- Crucifixion et Vie du Christ, conservées dans l’église Notre-Dame de Sablé-sur-Sarthe
- Jean de Rély en prière devant une Pietà, partie inférieure de la baie 111 de la cathédrale Saint-Maurice d’Angers
- Crucifixion avec la Vierge, saint Jean, Marie-Madeleine et un donateur, 1521 provenant de l'église Saint-Martin de Soulaire, musées d'Angers.

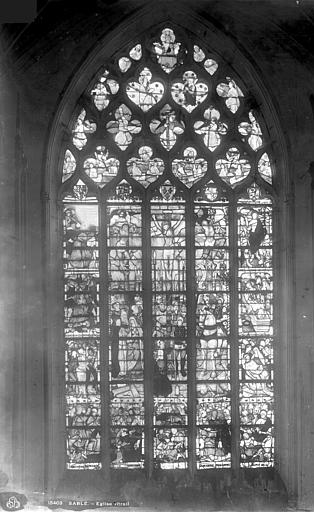
Crucifixion, église de Sablé-sur-Sarthe
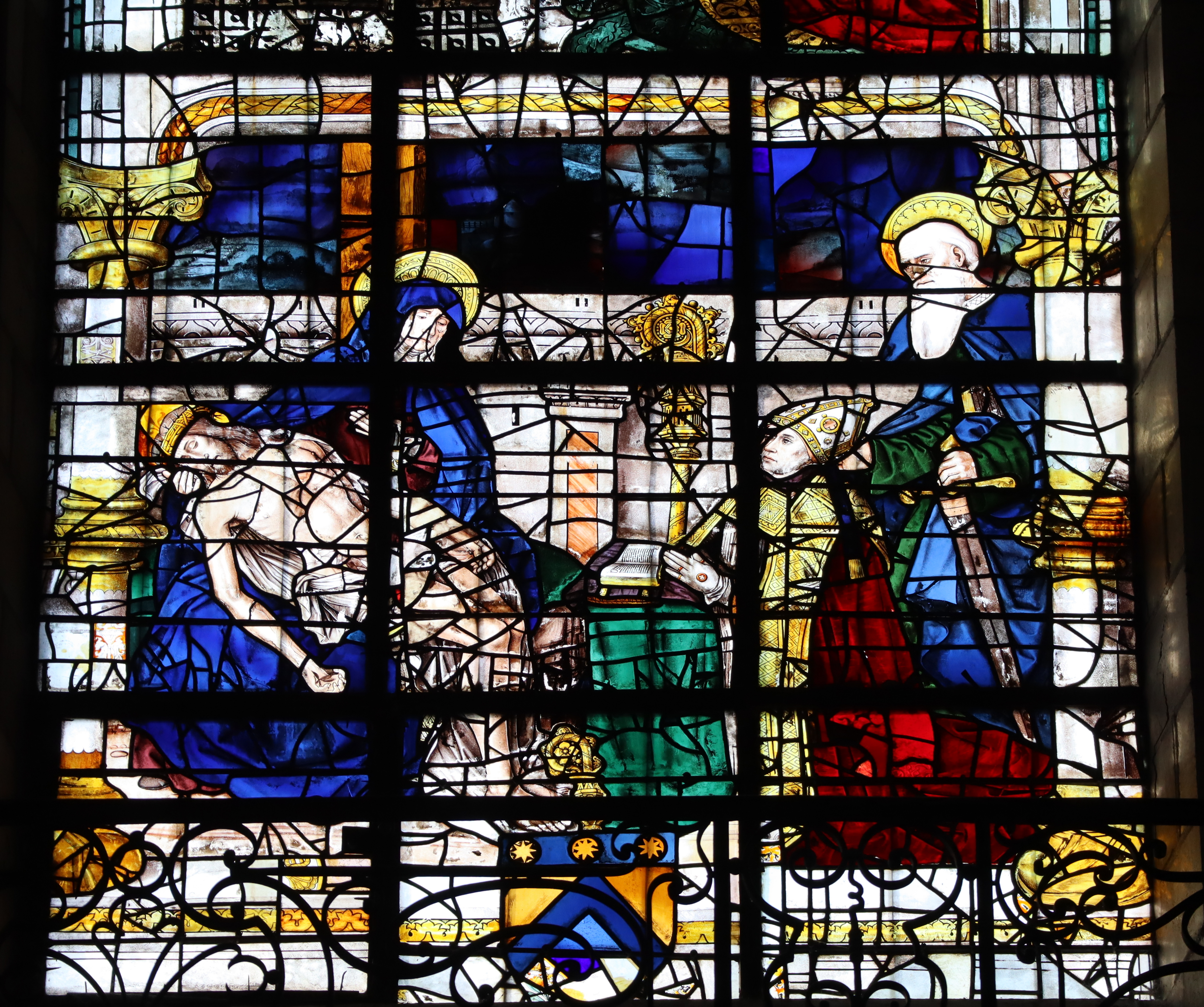
Jean de Rély en prière devant une Pietà, cathédrale d'Angers